# August Mälk

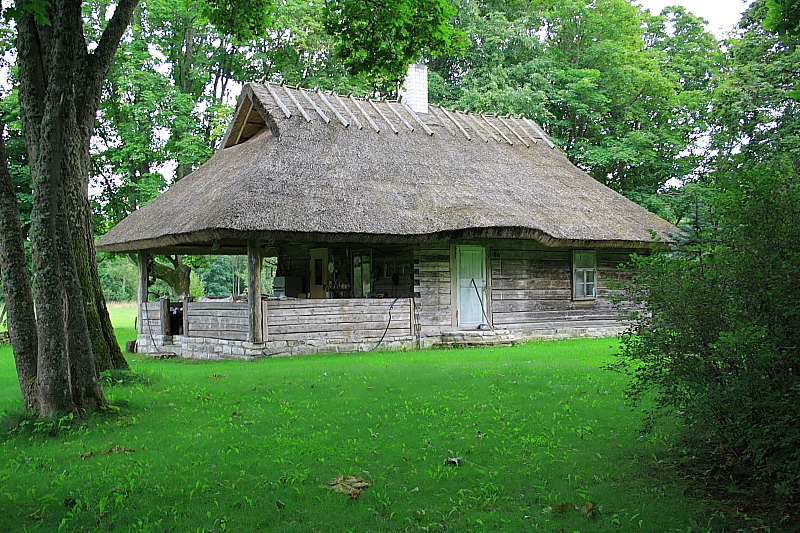
Restauriertes Geburtshaus von August Mälk (2010)

August Mälk (* 4. Oktober 1900 in Kipi-Koovi, heute Landgemeinde Saaremaa, Gouvernement Estland; † 19. Dezember 1987 in Stockholm) war ein estnischer Schriftsteller.

## Leben
August Mälk wurde als Sohn eines Landwirts auf der Insel Saaremaa geboren. Er besuchte von 1910 bis 1915 die Dorfschule in Koovi, die Ministerialschule in Lümanda und die Stadtschule in der Inselhauptstadt Kuressaare. Anschließend war er von 1916 bis 1935 als Lehrer und Schulleiter in Torgu, Mõntu und Lümanda tätig. Von 1923 bis 1925 studierte er Anglistik und Pädagogik an der Universität Tartu. 1926 debütierte August Mälk literarisch mit der Novelle Surnu surm im Sammelband Aktsioon, der junge estnische Schriftsteller vorstellte. Im selben Jahre erschien sein erster Roman Kesaliblik, der allerdings noch wenig Beachtung fand. 1929 wurde Mälk Mitglied des Estnischen Schriftstellerverbands. Ab 1936 widmete er sich als freischaffender Schriftsteller ganz der Literatur. 1933 heiratete Mälk die Lehrerin Pauline Triipan (1904–1986). 1936 wurde das einzige Kind des Paares, die Tochter Elna-Halliki, geboren. In den 1930er Jahren war August Mälk auch politisch aktiv. 1937 war er Abgeordneter der estnischen Nationalversammlung (Rahvuskogu), die eine neue estnische Verfassung ausarbeiten sollte. Von 1938 bis zur ersten sowjetischen Besetzung Estlands im Juni 1940 war Mälk Mitglied der Abgeordnetenkammer (Riigivolikogu) des estnischen Parlaments. 1937 erhielt er vom estnischen Staatsoberhaupt Konstantin Päts für seine literarischen Verdienste den Hof Lagle am Stadtrand von Tallinn geschenkt.
1944 floh August Mälk vor der Roten Armee nach Schweden, wo er bis zum Lebensende im Exil lebte. Von 1945 bis 1982 war er Vorsitzender des Estnischen Auslandsverbands der Schriftsteller (Välismaine Eesti Kirjanike Liit), der 1945 in Stockholm gegründet worden war. Bis zu seinem Tode blieb Mälk dessen Ehrenvorsitzender.
Von 1948 bis 1972 arbeitete Mälk als Bibliothekar am Königlich Dramatischen Theater in Stockholm. Dort starb er mit 87 Jahren. Er wurde auf dem Skogskyrkogården beigesetzt.

## Literarisches Werk
August Mälk wurde ab Mitte der 1930er Jahre zu einem der angesehensten estnischen Schriftsteller. Seinen Durchbruch erzielte er 1935 mit dem Roman Õitsev meri (1935; deutsch Das blühende Meer, 1949), dem ersten Teil einer Trilogie, die mit Taeva palge all (1937; deutsch Im Angesicht des Himmels, 1940) und Hea sadam (1942; deutsch Der gute Hafen, 1947) ihre Fortsetzung nahm. Allerdings lappt der letzte Roman bereits von der Titelgebung her ins Triviale und kann als der schwächste der Trilogie bezeichnet worden.
Besonders für seine Beschreibungen des Lebens am Meer und seine Schilderungen der Bevölkerung Saaremaas ist August Mälk berühmt geworden. Auch im Exil blieb Mälk der estnischen Literatur treu.

## Werke

### Romane
- „Kesaliblik“ (1926)
- „Õnnepagulane“ (1928)
- „Hukkumine“ (1928)
- „Läbi öö“ (1929)
- „Kivine pesa“ (1932)
- „Üks neistsinastest“ (1933)
- „Surnud majad“ (1934)
- „Õitsev meri“ (1935; deutsch Das blühende Meer, 1949, s. u.)
- „Läänemere isandad“ (1936)
- „Taeva palge all“ (1937; deutsch Im Angesicht des Himmels, 1940, s. u.)
- „Kivid tules“ (1939)
- „Hea sadam“ (1942; deutsch Der gute Hafen, 1947, s. u.)
- „Öised linnud“ (1945)
- „Kodumaata“ (1947)
- „Tee kaevule“ (zwei Bände, 1952–1953)
- „Päike küla kohal“ (1957)
- „Toomas Tamm“ (1959)
- „Kevadine maa“ (1963)

### Erzählungen und Novellen
- „Surnu surm“ (1926)
- „Anne-Marie“ (sechs Novellen, 1927)
- „Surnud elu“ (1929)
- „Jutte lindudest“ (sechs Jugendgeschichten, 1934)
- „Rannajutud“ (fünf Novellen, 1936)
- „Avatud värav. Lugu minevikust“ (1937)
- „Mere tuultes“ (vier Novellen, 1938)
- „Kadunud päike. Jutte minevikust“ (fünf Geschichten, 1943)
- „Jumala tuultes. Viis jutustust“ (1949)
- „Tuli sinu käes“ (sieben Novellen, 1955)
- „Jumalaga, meri!“ (1967)
- „Projekt Victoria. Kuus lugu“ (1978)
- „Tere, meri!“ (Auswahlsammlung, postum hrsg. von Aarne Vinkel, 1991)

### Theaterstücke
- „Moodne Kain“ (1930)
- „Vaese mehe ututall“ (Komödie, 1932)
- „Neitsid lampidega“ (Komödie, 1933)
- „Isade tee“ (1934)
- „Mees merelt“ (1935)
- „Õitsev meri“ (Dramatisierung von Andres Särev, 1936)
- „Vanakurja vokk“ (Dramatisierung von Paul Sepp, 1936)
- „Häda õnnega“ (Komödie, unter dem Pseudonym Juhan Kihulane, 1937)
- „Sikud kaevul“ (Komödie, 1938)
- „Taeva palge all“ (Dramatisierung von Andres Särev, 1938)

### Erinnerungen
- „Hommikust keskpäevani. Elupilte ja mälestusi“ (1972)
- „Peale päevapööret. Mõtteid ja mälestusi“ (1976)

## Übersetzungen ins Deutsche
- Im Angesicht des Himmels. Roman. Aus dem Estnischen übertragen von Peter Woldemar v. Pezold. Leipzig: Boreas 1940. 374 S.(6.–15.Tausend: Berlin: F.A.Herbig Verlagsbuchhandlung 1941. 298 S.; 16.–25.Tausend idem; 26.–37.Tausend idem 1943; 38.–42. Tausend idem 1943)
- Der gute Hafen. Deutsch von E. von Wistinghausen und Fred Ottow. Einbandzeichnung von Gerhard Kreische. Berlin Grunewald: Herbig 1947. 337 S.
- Das blühende Meer. Deutsch von Fred Ottow und Erik Thomson. Berlin, Bonn: Herbig 1949. 291 S.